# Eria dasystachys
Eria dasystachys är en orkidéart som beskrevs av Henry Nicholas Ridley. Eria dasystachys ingår i släktet Eria och familjen orkidéer. Inga underarter finns listade i Catalogue of Life.